# Philautus juliandringi
Espèce
Philautus juliandringi est une espèce d'amphibiens de la famille des Rhacophoridae.

## Répartition
Cette espèce est endémique de l'État du Sarawak en Malaisie orientale sur l'île de Bornéo. Elle se rencontre sur le Gunung Api à 1 100 m d'altitude dans le parc national du Gunung Mulu.

## Étymologie
Cette espèce est nommée en l'honneur de Julian Christopher Mark Dring.

## Publication originale
- Dehling, 2010 : A new bush frog (Anura: Rhacophoridae: Pilautus) from Gunung Mulu National Park, East Malaysia (Borneo). Salamandra, vol. 46, no 2, p. 63-72 (texte intégral).